# Differenterna
Differenterna är en nordvästskånsk konstnärsgrupp bildad på 1960-talet bestående av  Lennart Jönsson, Thormod Larsen, Jan Lundgren, Tomas Nordbäck, Bengt Orup och Lennart Rosensohn. De sex konstnärerna var sinsemellan mycket olika men hade som gemensamt den nordvästskånska bakgrunden. Allesammans har haft separatutställningar och deltagit i samlingsutställningar inte bara i Skåne utan också i övriga landet och i utlandet. De flesta av Differenterna är representerade på Nationalmuseum. Alla är representerade på olika konstmuseer i Skåne. De arbetade med en rad olika tekniker som olja, etsningar, akvareller, gravyrer och skulpturer i olika material. I Helsingborg finns en rad offentliga utsmyckningar av medlemmarna i Differenterna. De hade gemensamma utställningar främst under en tioårsperiod från slutet av 1960-talet. 

## Urval av utställningar
- 1967 Societetssalongen, Varberg
- 1967 Kalmar konstmuseum
- 1967 Vadsbo museum
- 1969 Finspångs konstförening
- 1969 Galerie Belle, Västerås
- 1970 Borås konstmuseum
- 1970 Landskrona konsthall
- 1970 Galerie Junge Generation, Wien och Linz
- 1972 Rehnströmska galleriet, Göteborg
- 1972 Smålands museum, Växjö
- 1973 Stadsbiblioteket, Helsingborg
- 1973 Varbergs museum
- 1975 Galleri Supreme, Helsingborg
- 1975 Tomelilla konsthall
- 1978 Galleri Moment, Ängelholm
- 2004 Krapperups Konsthall på Krapperups slott